# Formulec EF01
Formulec EF01 – pierwszy w pełni elektryczny samochód wyścigowy. Powstał jako prototyp, skonstruowany przez Formulec.

## Historia
Samochód powstawał dwa i pół roku i został zaprezentowany podczas Paris Motor Show w 2010 roku. Skonstruowany został przez południowoafrykańską firmę Formulec w kooperacji z partnerami. Koordynację techniczną zapewniła Segula Matra Technologies, dwa elektryczne silniki Siemens były sprzężone z dwustopniową skrzynią biegów Hewland. Akumulatory wyprodukowała firma Saft. Nadwozie wyprodukował konstruktor Formuły 1, Mercedes. W fabryce Mercedesa w Brackley wykonano także prototyp samochodu w skali 40%. Opony dostarczył Michelin.
Model osiągał moc 300 KM, co pozwalało na przyspieszenie 0–100 km/h w trzy sekundy i prędkość maksymalną rzędu 260 km/h. Czas jednego okrążenia danego toru miał być w założeniu podobny do czasu osiągniętego przez samochód Formuły 3.
Samochód był testowany po raz pierwszy 15 września 2010 roku. W testowaniu brali udział między innymi Jules Bianchi, Michel Jourdain Jr., Alexandre Prémat, Jonathan Cochet i Lucas Di Grassi.
Wraz z wyprodukowaniem samochodu pojawiły się plany, by powołać nową serię wyścigową dla pojazdów typu EF01. W 2012 roku miał mieć miejsce pierwszy, próbny sezon serii z udziałem wyłącznie EF01, będącej pierwszą na świecie elektryczną jednomiejscową serią wyścigową. Celem miało być powołanie w 2014 roku Mistrzostw Świata Formulec. Po powołaniu przez FIA Formuły E Formulec powziął plany budowy modelu EF02, który uczestniczyłby w odrębnej serii.